# Jente Posthuma
Jente Posthuma is een Nederlandse schrijver.
Ze studeerde Frans en literatuurwetenschap aan de Universiteit Utrecht en Université Paris Diderot. Daarna werkte ze als journalist, ze deed lange interviews voor onder andere De Groene Amsterdammer, nrc.next en de Volkskrant. Ook publiceerde ze korte verhalen in onder andere De Revisor, Hollands Maandblad, Das Magazin, Oogst en De Gids. In 2012 won ze de A.L. Snijdersprijs voor het beste zeer korte verhaal.
In 2016 debuteerde Posthuma als romanschrijver met Mensen zonder uitstraling. Deze roman werd genomineerd voor de Dioraphte Literatour Prijs en de Hebban Debuutprijs en haalde de longlist van de ANV Debutantenprijs. Met haar man, fotograaf Bas Uterwijk, maakte Posthuma het kleine fotoboek Probeer een beetje goed over me te denken (2016), over de zelfgekozen dood van haar schoonvader, acteur Henk Uterwijk. In 2020 volgde haar tweede roman, Waar ik liever niet aan denk, in het Engels vertaald als What I’d Rather Not Think About.  Dit boek stond op de shortlist van zowel de European Union Prize for Literature (2021) als de International Booker Prize (2024).

## Publicaties
- Mensen zonder uitstraling, Atlas Contact, augustus 2016
- Probeer een beetje goed over me te denken, in samenwerking met fotograaf Bas Uterwijk, AFdH Uitgevers, november 2016
- Waar ik liever niet aan denk, Uitgeverij Pluim (Amsterdam), 2020
- Heks! Heks! Heks!, Uitgeverij Pluim (Amsterdam), 2023